# Kyanatan stříbrný
Kyanatan stříbrný je stříbrná sůl kyseliny kyanaté. Připravit ji lze reakcí vodných roztoků kyanatanu draselného a dusičnanu stříbrného, kde vytvoří sraženinu.
{\displaystyle {\ce {{AgNO3}+{KNCO}\rightarrow {Ag(NCO)}+{K+}+{NO3^{-}}}}}
Také je možné použít reakci dusičnanu stříbrného s močovinou
{\displaystyle {\ce {{AgNO3}+{H2N-C(O)-NH2}\rightarrow {AgNCO}+{NH4NO3}}}}
podobnou jako při průmyslové výrobě kyanatanu sodného.
Tato látka vytváří bezbarvý až šedý prášek, krystalizující v jednoklonné soustavě s prostorovou grupou P21/m a parametry a = 547,3 pm, b = 637,2 pm, c = 341,6 pm a β = 91°. V každé jednotkové buňce se nachází dva kyanatanové a dva stříbrné ionty. Oba stříbrné ionty jsou stejně vzdálené od dvojice dusíkových atomů a vytváří tak přímou skupinu N-Ag-N. Každý atom dusíku je koordinován na dva atomy stříbra, čímž vznikají střídající se dvojice atomů těchto prvků podél osy „b“, s kyanatanovými ionty.
Kyanatan stříbrný reaguje s kyselinou dusičnou za vzniku dusičnanu stříbrného, oxidu uhličitého a dusičnanu amonného.
{\displaystyle {\ce {{AgNCO}+{2HNO3}+H2O\rightarrow {AgNO3}+CO2{\uparrow }+NH4NO3}}}